# NGC 1117-2
NGC 1117-2 (другие обозначения — UGC 2337, ZWG 440.22, PGC 200207) — галактика в созвездии Овен.
Этот объект не входит в число перечисленных в оригинальной редакции «Нового общего каталога» и был добавлен позднее.